# محاصره ریوگاساکی
محاصره ریوگاساکی (انگلیسی: Siege of Ryūgasaki) در سال ۱۵۴۵ رخ داد و یکی از نبردهای زیادی بود که تاکدا شینگن در تلاش برای کنترل ولایت شینانو در طول دوره سنگوکو ژاپن انجام داد. این قلعه یک قلعه ژاپنی پیرو و تابع از محاصره فوکویو بود، و توسط ملازم توزاوا یوریچیکا، یوشیناگا میتویوشی نگهداری می‌شد. خود یوشیناگا میتویوشی در نبرد کشته شد در حالی که قلعه سقوط کرد.